# Percival Prentice
Percival Prentice byl britský vojenský cvičný letoun užívaný Royal Air Force v období těsně po druhé světové válce. Jednalo se o dolnoplošník s pevným záďovým podvozkem. Instruktor a žák v něm seděli vedle sebe, s možností převozu další osoby na sedadle za nimi.

## Vznik a vývoj
Prentice vznikl podle požadavků britského Air Ministry formulovaných ve specifikacích T.23/43, jako první celokovové letadlo vyrobené společností Hunting Percival. Prototyp Percival P.40, sériového čísla TV163, poprvé vzlétl z továrního letiště  Percivalu Luton v hrabství Bedfordshire dne 31. března 1946.:s.429 Rané období jeho zkoušek odhalilo nedostatečnou účinnost směrového kormidla, což vedlo k jeho překonstruování a přidání velkých výřezů ve výškových kormidlech. Později byl stroj vybaven špičkami křídla s výrazným vzepětím.:s.429 Mezi lety 1947 a 1949 bylo RAF dodáno více než 370 sériových kusů.
Neobvyklým prvkem typu byla instalace celkem tří sedaček v kokpitu.  Zatímco instruktor a žák, kteří disponovali zdvojeným řízením, seděli bok po boku v jeho přední části, druhý žák seděl na zadním sedadle bez ovládacích prvků, aby získal „zkušenosti ze vzduchu“.  Oba žáci mohli komunikovat s instruktorem. Výcvik v létání bez vidu mohl být prováděn za denního světla s použitím jantarově zbarvených clon na prosklení překrytu a speciálních brýlí. Když nebyly používány, mohly být tyto záclony složeny.
Typ měl při vyšších teplotách nedostatečné výkony s jakoukoliv zátěží, a původní provedení prototypu špatné vlastnosti při vycházení z vývrtky.
RAF objednalo několik set kusů Percivalu Prentice, ale vzhledem k tomu, že kapacita mateřské továrny byla vytížena končící výrobou strojů Proctor a vývojem lehkého transportního typu Merganser, byla sériová výroba strojů Prentice zadána závodu společnosti Blackburn Aircraft v Brough. Čtyřicet dva letadel bylo také postaveno v licenci společností Hindustan Aircraft pro Indické letectvo.:s.489

## Operační historie

### Služba u Royal Air Force
Po úpravách prototypu začaly být sériové stroje Prentice předávány do služby v RAF, zpočátku aktivním školám leteckého výcviku (Flying Training School, FTS) včetně školy při Royal Air Force College Cranwell kde nahradily zbývající dvouplošné stroje de Havilland Tiger Moth. Pozdější dodávky směřovaly do záložních leteckých škol (Reserve Flying Schools, RFS). Typ byl u Royal Air Force College Cranwell k pilotnímu výcviku užíván do roku 1952, kdy zde byl nahrazen letouny de Havilland Canada Chipmunk, a u dalších pilotních škol až do konce roku 1953 kdy u nich byl nahrazen typem Percival Provost. Typ také provozovaly dvě letecké spojařské školy (Air Signals School, ASS), které jej užívaly k výcviku palubních radistů, a to až do poloviny roku 1956,:s.61 kdy byly poslední kusy vyřazeny od No.1 ASS na základně RAF Swanton Morley v hrabství Norfolk. Útvary RAF na Středním východě omezený počet strojů užívaly jako lehké kurýrní.:s.429

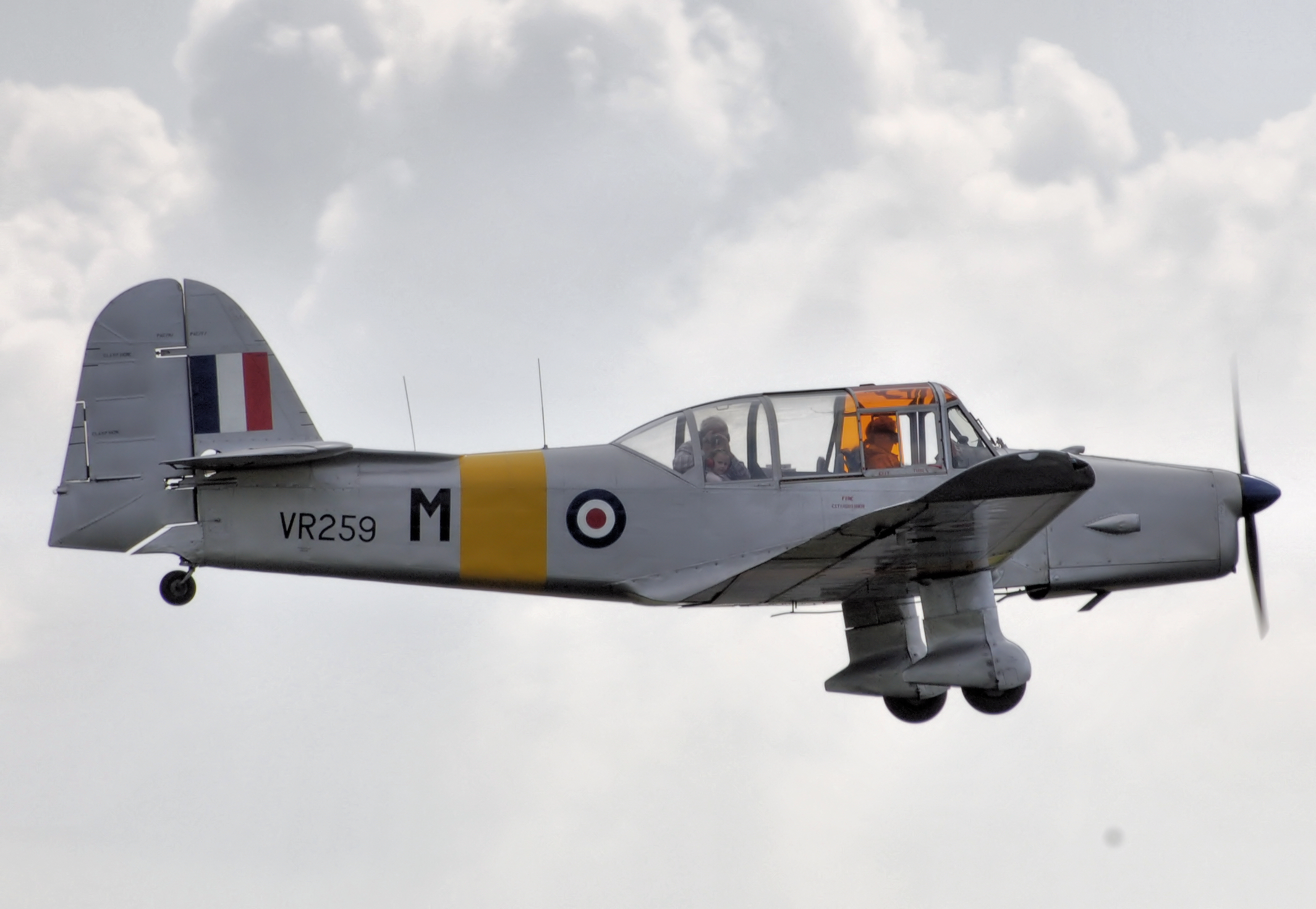
Zachovaný Percival Prentice během vyhlídkového letu v roce 2007

### Civilní provozovatelé
252 strojů Prentice vyřazených RAF jako přebytečné bylo v roce 1956 zakoupeno společností Aviation Traders Ltd, vlastněnou Freddiem Lakerem, a skladováno na letištích Stansted a Southend. Většina z nich byla nakonec sešrotována, ale 28 bylo upraveno pro civilní využití se dvěma sedadly a dvěma nouzovými sedátky za sedadly pilotů, oddělenými konstrukcí v níž bylo umístěno původní čtyřkanálové rádio. Tato konverze se čtyřmi cestujícími dosahovala velmi špatných výkonů. Jeden stroj (registrace G-AOKL) byl okolo roku 1963 na letišti Stansted u Londýna používán místním parašutistickým klubem, s kapacitou až tří parašutistů. Jedno letadlo bylo přestavěno na uspořádání se sedmi sedačkami a užíváno pro vyhlídkové lety. Další (imatrikulace G-AOPL) byl v roce 1967 získán od firmy Shackleton Aviation sídlící v Sywellu kapitánem Jonem Cousensem, zpravodajským důstojníkem v pouštní jednotce Trucial Oman Scouts, a přeletěn do Šardžá, odkud později přeletěl do Jižní Afriky, kde zůstal dokud nepřestal létat. 

## Ve fikci
Tři civilní Percivaly Prentice se objevily v pozdějších vydáních „Černého ostrova“, sedmého svazku komiksové série Tintinova dobrodružství belgického autora Hergého, kde jsou užívány penězokazci k letům nad Sussexem a Skotskem.

## Varianty
Prentice T.1
Standardní cvičný letoun určený pro službu Royal Air Force i na export, s motorem Gipsy Queen 32 o výkonu 251 hp (187 kW).:s.487
Prentice T.2
Jeden:s.489 prototyp s motorem Gipsy Queen 51 o výkonu 296 hp (221 kW).:s.487
Prentice T.3
62 sériových kusů s motorem Gipsy Queen 70-2:s.487 o výkonu 345 hp (257 kW).:s.489

## Uživatelé
- Argentina

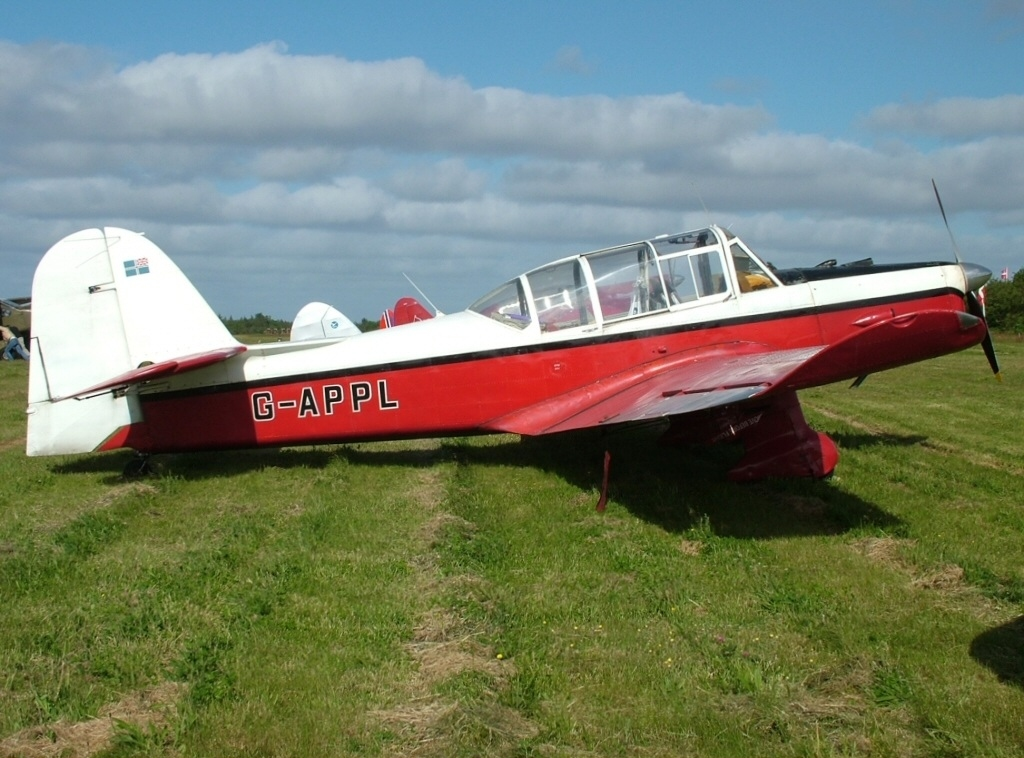
Percival P.40 Prentice T.1 (G-APPL)

  - Argentinské letectvo – 100 ks verze T.1, dodávaných od září 1948
- Indie
  - Indické letectvo – zakoupilo 20 T.3, a dalších 42 pro ně v licenci vyrobila firma Hindustan Aircraft[3]:s.489
- Kanada
  - Royal Canadian Air Force – v roce 1948 testovalo 1 kus
- Libanon
  - Libanonské letectvo – 3 kusy Percival T.1[3]:s.489, 492
- Spojené království
  - Royal Air Force[7]:s.76–82
    - Central Flying School
    - No.1 FTS
    - No.2 FTS
    - No.3 FTS
    - No.6 FTS
    - No.7 FTS
    - No.22 FTS
    - No.16 RFS
    - No.22 RFS
    - No.23 RFS
    - No.24 RFS
    - No.25 RFS

## Zachované kusy

### Letuschopné exempláře

#### Spojené království
- G-AOLK - stroj (letuschopný v roce 2009) v majetku soukromého vlastníka na letišti Southend.
- G-APJB - ve vlastnictví Classic Air Force, s certifikátem letuschopnosti pro veřejnou dopravu na letišti v Newquay (dříve u Air Atlantique na letišti Coventry).
- G-AOKL - v současnosti je součástí sbírky Shuttleworth Collection na letišti Old Warden. Zakoupen byl v poškozeném stavu a procházel restaurací, která je však dočasně pozastavena.
- G-APPL - letuschopný v soukromém vlastnictví na letišti Biggin Hill

### Statické exponáty

#### Argentina

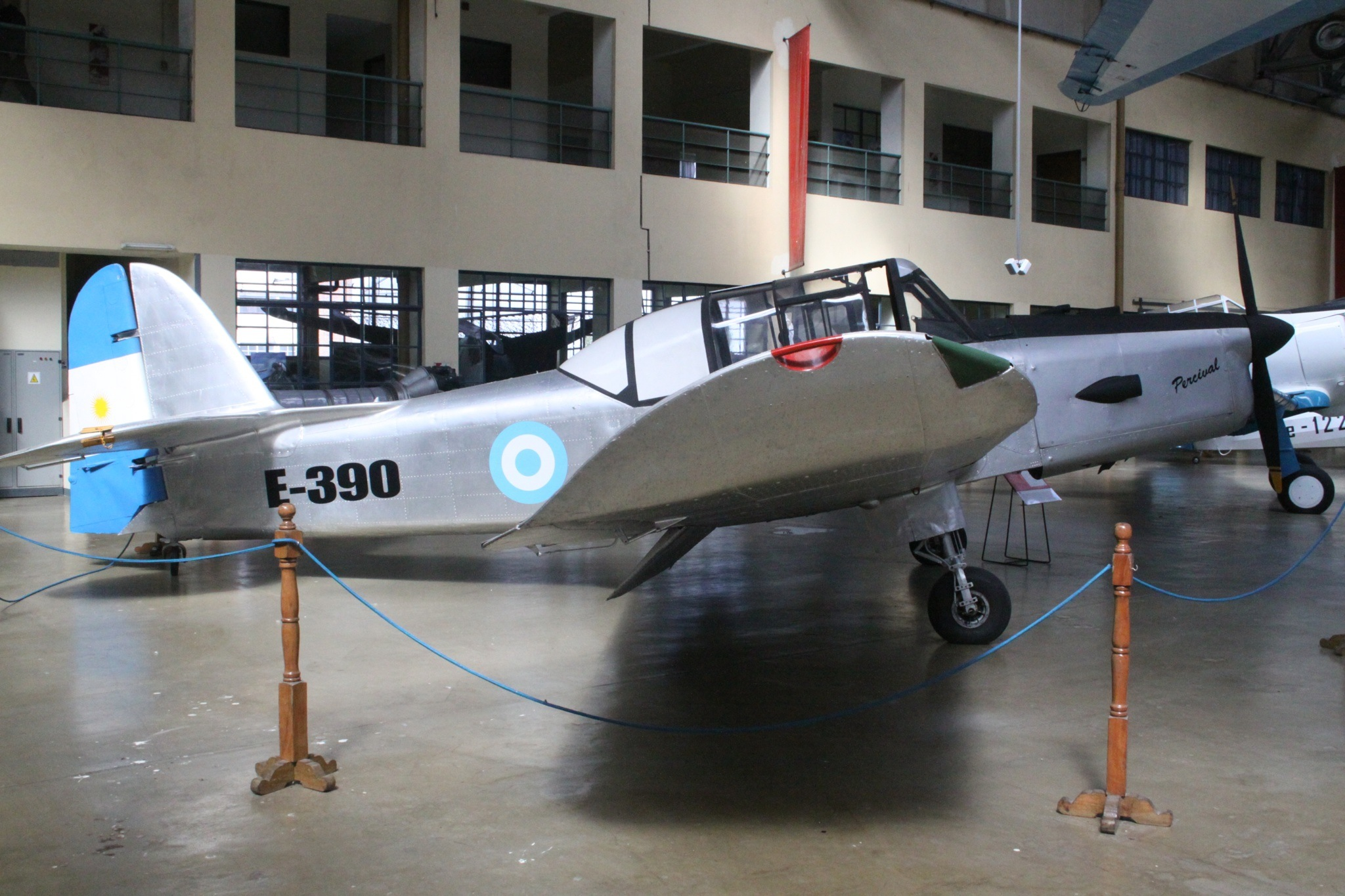
Prentice T.1 v argentinském leteckém muzeu

- Jeden Prentice T.1 je vystaven v Museo Nacional de Aeronáutica de Argentina

#### Indie
- Indian Air Force Museum, Palam v Novém Dillí vystavuje stroj Prentice sériového čísla IV-3381

#### Nový Zéland
- National Transport & Toy Museum ve Wanace vystavuje Prentice T Mk.1 (VS316/G-AOMF/ZK-DJC)

#### Spojené království
- Midland Air Museum v Coventry – Prentice T.1 VS623.[8]
- Newark Air Museum – Prentice VR249, vzorový drak registrovaný v National Aviation Heritage Register.[9]
- Classic Air Force, Newquay – letuschopný exemplář užívaný k vyhlídkovým letům, mezi lety vystavovaný v hangáru.

#### Spojené státy americké
- Camarillo Air Museum v Kalifornii vlastní Prentice (sériové číslo N1041P) pocházející od Royal Air Force procházející restaurací

## Specifikace (Prentice T.1)

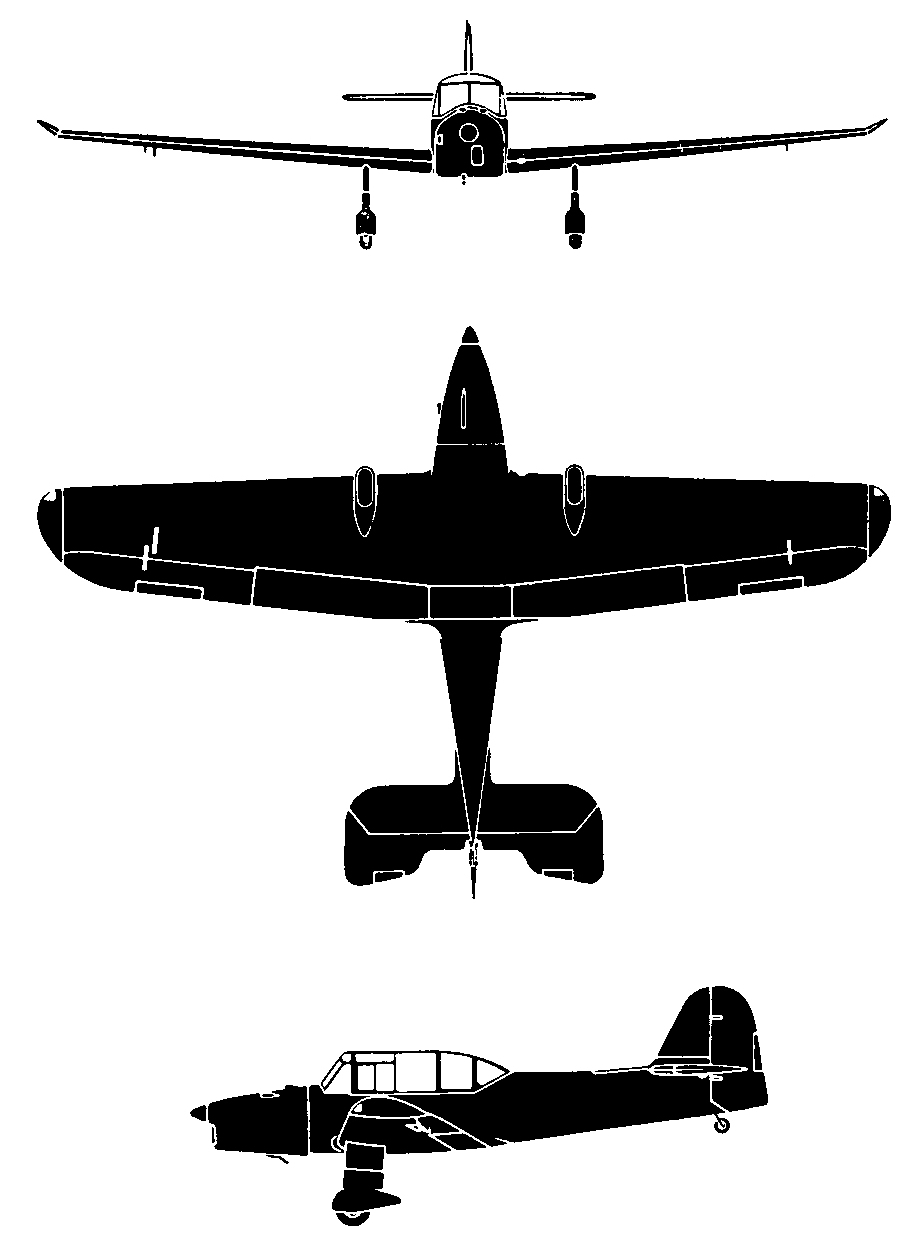
Třípohledový nákres Prentice T.1

Údaje podle:s.430

### Technické údaje
- Osádka: 2–3
- Délka: 9,52 m (31 stop a 3 palce)
- Rozpětí: 14 m (46 stop)
- Profil křídla: R.A.F.48[10]
- Štíhlost křídla: 6,94:1[10]
- Výška: 3,91 m (12 stop a 10 palců)
- Nosná plocha: 28,4 m² (305 čtverečních stop)
- Prázdná hmotnost: 1 466 kg (3 232 lb)
- Vzletová hmotnost: 1 905 kg (4 200 lb)
- Pohonná jednotka: 1 × vzduchem chlazený invertní šestiválcový řadový motor de Havilland Gipsy Queen 32
- Výkon pohonné jednotky: 187 kW (251 hp)

### Výkony
- Maximální rychlost: 230 km/h (124 uzlů, 143 mph) ve výši 1 500 m (5 000 stop)
- Cestovní rychlost: 218,8 km/h (118 uzlů, 136 mph)
- Pádová rychlost: 91 km/h (49 uzlů, 56,6 mph)[10]
- Dolet: 637 km (344 nm, 396 mil)
- Praktický dostup: 5 490 m (18 000 stop)
- Stoupavost: 3,3 m/s (653 stop za minutu)[10]